# Roman Madjanov

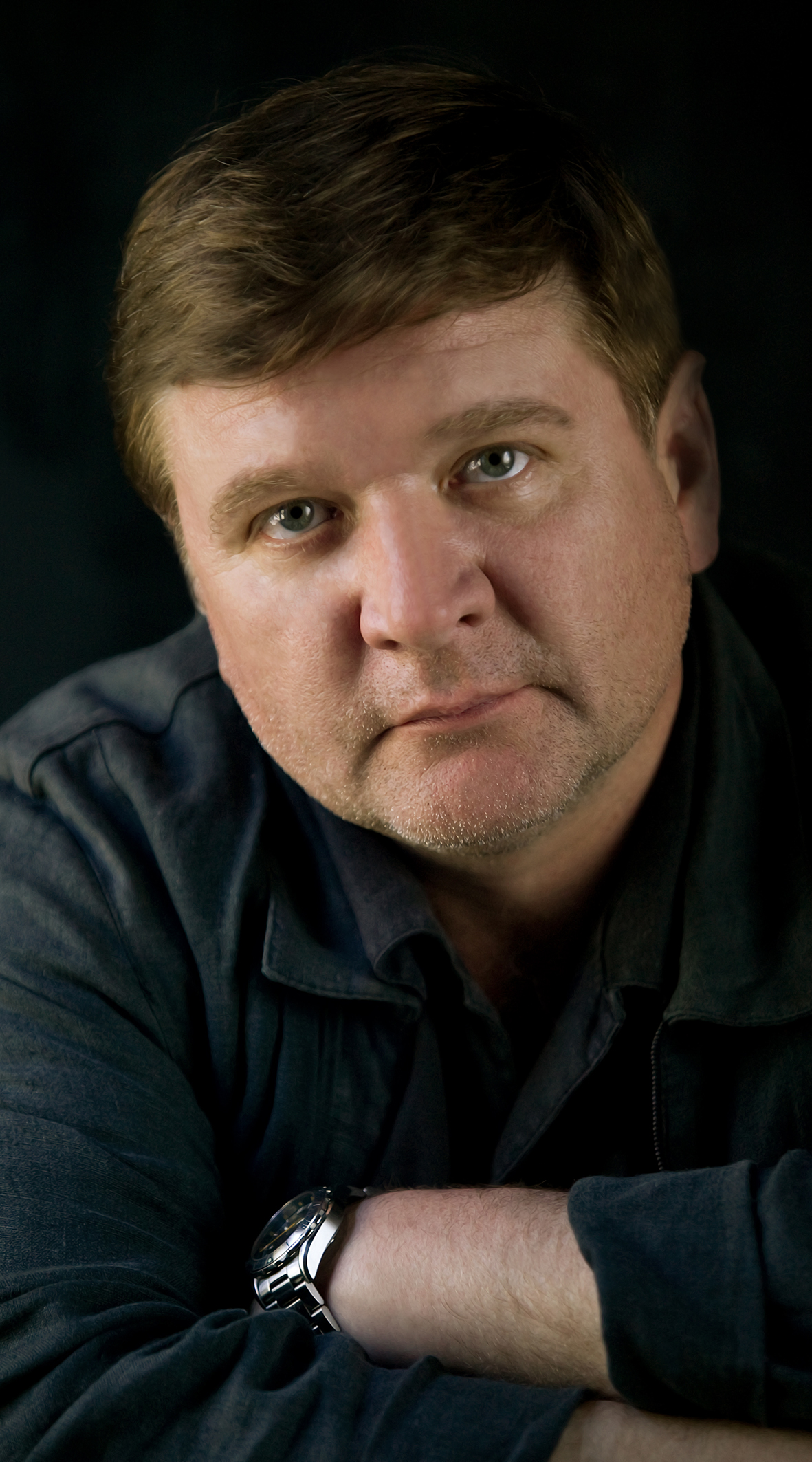
Roman Madjanov nel 2007

Roman Sergejevič Madjanov in russo Роман Сергеевич Мадянов? (Dedovsk, 22 luglio 1962 – Boyarkino, 25 settembre 2024) è stato un attore russo.

## Biografia
Madjanov nacque nella città di Dedovsk, distretto di Istrinsky, oblast di Mosca, il 22 luglio 1962, figlio di Sergei Veniaminovich Madyanov, montatore e regista televisivo, e di Antonina Mikhailovna.
Quando era bambino, Roman e il fratello Vadim venivano portati dal padre sul posto di lavoro. Lì egli fu notato da alcuni assistenti di studio, per poi essere scritturato nel 1971 per un piccolissimo ruolo in un film.
Nel 1973 fu scelto per il ruolo del giovanissimo protagonista in Un ragazzo perduto - Le avventure di Huckleberry Finn.
Fu attivo sia in teatro sia al cinema. Lavorò in oltre 150 film, tra cui Leviathan, dove ricoprì il ruolo di un sindaco corrotto. Leviathan si aggiudicò il Golden Globe del 2015 quale migliore pellicola straniera.
Morì a Boyarkino, nell'oblast' di Mosca, il 25 settembre 2024 per un carcinoma del polmone all'età di 62 anni.

## Filmografia parziale

### Cinema
- Un ragazzo perduto - Le avventure di Huckleberry Finn (1973)
- Vesennie perevёrtyši (1974)
- Vsё delo v brate (1976)
- Dodumalsja, pozdravljaju! (1976)
- Sled na zemle (1978)
- 12 (2007)
- Petja po doroge v Carstvie Nebesnoe (2009)
- Leggenda №17 (2013)
- Poddubnyj (2014)
- Leviathan (2014)
- Velikaya (2015
- Monach i bes (2016)
- Žili-byli (2018)
- Nefutbol (2021)